# Раппорт, Йована
Йована Раппорт (серб. Јована Раппорт, ур. Воинович (серб. Војиновић); род. 18 февраля 1992, Трстеник) — румынская, ранее черногорская и сербская, шахматистка, гроссмейстер среди женщин (2009). Двукратная победительница чемпионата Черногории по шахматам среди женщин (2009, 2010). Победительница чемпионата Сербии по шахматам среди женщин (2014).

## Биография
Многократная участница юношеских чемпионатов Европы и мира по шахматам в различных возрастных группах. Лучший результат достигла в 2002 году, когда представляя Югославию, заняла третье место на чемпионате мира по шахматам среди девушек в возрастной группе до 10 лет. Три раза выступала за Черногорию на командном чемпионате Европы по шахматам среди девушек в возрастной группе до 18 лет (2007—2009), на которых в командном зачете завоевала серебро (2008) и бронзу (2007), а в индивидуальном зачете — две золотые (2008, 2009) и серебряную (2007) медали.
Многократный призёр чемпионатов Черногории по шахматам среди женщин, на которых два раза была первой (2009, 2010), а также завоевала серебро (2008) и бронзу (2007). В 2014 году первенствовала на чемпионате Сербии по шахматам среди женщин.
В 2009 году в Анталье победила в чемпионате стран Средиземноморья по шахматам среди женщин. В 2011 году победила на международном шахматном турнире среди женщин в Панчево.
Представляла сборные Черногории и Сербии на пяти шахматных олимпиадах (2008—2016) и пяти командных чемпионатах Европы по шахматам (2007—2015). На командном чемпионате Европы по шахматам в 2015 году завоевала индивидуальную золотую медаль.
За успехи на турнирах ФИДЕ в 2008 году присвоил ей звание международного мастера среди женщин, а в 2009 году — международного гроссмейстера среди женщин. Стала первой шахматисткой Черногории, которая была удостоена звания гроссмейстера.

## Личная жизнь
Отец шахматистки — Горан Воинович (1963—2016), шахматист, международный мастер (1995). В 2016 году Й. Воинович вышла замуж за венгерского гроссмейстера Рихарда Раппорта (род. 1996).